# Bellevalia dubia
Bellevalia dubia là một loài thực vật có hoa trong họ Măng tây. Loài này được (Guss.) Schult. & Schult.f. mô tả khoa học đầu tiên năm 1830.

## Hình ảnh

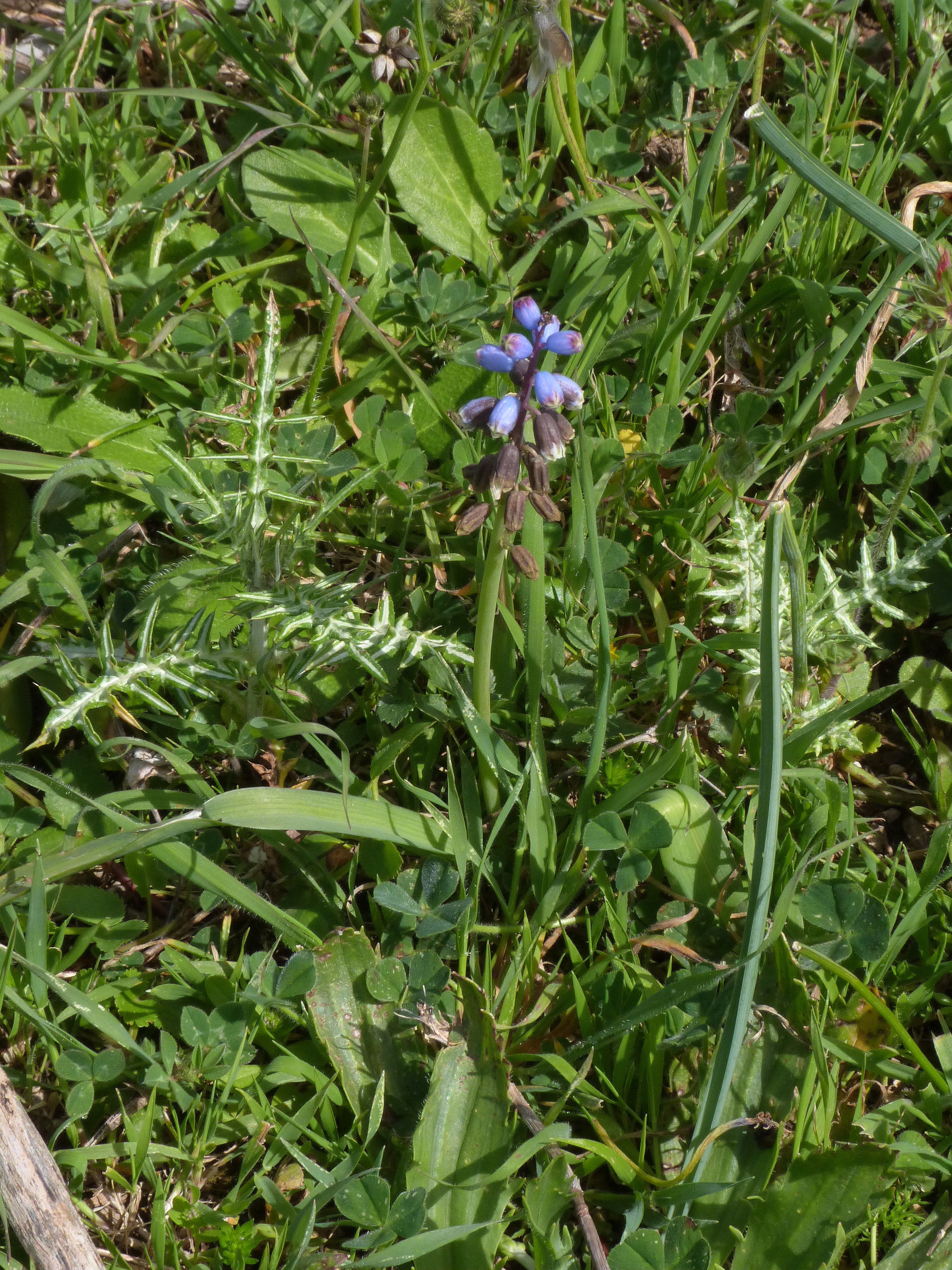